# Sascha Boller
Sascha Boller (* 16. Februar 1984 in Pforzheim) ist ein ehemaliger deutscher Fußballspieler.

## Karriere
Boller begann seine Laufbahn in der Jugend des SV Hohenwart. Von dort wechselte er in der E-Jugend zum VfB Stuttgart, nach sieben Jahren dann zum Karlsruher SC. Nach der Jugend wechselte er zum damaligen Landesligisten FC Germania Brötzingen, den er nach einem halben Jahr wieder in Richtung TSG Hoffenheim verließ. Dort spielte er zunächst für die zweite Mannschaft, ehe ihn Trainer Hansi Flick im Jahr darauf in den Regionalliga-Kader berief. Auch unter dessen Nachfolger Lorenz-Günther Köstner wurde Boller oft berücksichtigt.
In der Saison 2006/07 hatte er unter dem neuen Trainer Ralf Rangnick praktisch keine Regionalliga-Einsätze mehr zu verzeichnen; er spielte hauptsächlich für die zweite Mannschaft in der Oberliga. In der Winterpause der Saison 2007/08 verpflichtete ihn dann der Zweitligist SpVgg Greuther Fürth, für den er am 8. April 2008 im Spiel gegen den TSV 1860 München erstmals als Profi zum Einsatz kam. In der Saison 2008/09 wechselte Sascha Boller in die Regionalliga Süd zum SSV Reutlingen.
Im Januar 2010 verließ er den SSV Reutlingen und wechselte zu Eintracht Frankfurt, wo er in der zweiten Mannschaft in 16 Spielen (2 Tore) der Regionalliga Süd zum Einsatz kam. Im Sommer 2010 wechselte Boller in die Erste Liga in Österreich zum SC Austria Lustenau. Mit den Vorarlbergern zog er in das Finale des ÖFB-Cups 2011 ein. Am 19. März 2013 unterschrieb er einen ab 1. Juli 2013 gültigen Vertrag mit dem SV Grödig. Nach eineinhalb Jahren bei den Salzburgern wurde der Vertrag Mitte Oktober 2014 in beiderseitigem Einvernehmen aufgelöst.
Ab 2015 spielte Boller etwa für je ein halbes Jahres bei verschiedenen Amateurklubs in Nordbaden, wie dem 1. FC Ersingen (Landesliga), dem 1. FC Bruchsal (Verbandsliga), dem FV Langenalb (Kreisliga) und SV Kickers Büching (Landesliga).
Von 2017 bis 2020 spielte Boller beim TSV Grunbach, 2018 stieg er mit dem Team aus der Kreisliga Pforzheim in die Landesliga Mittelbaden auf.